# منطقة سيغو

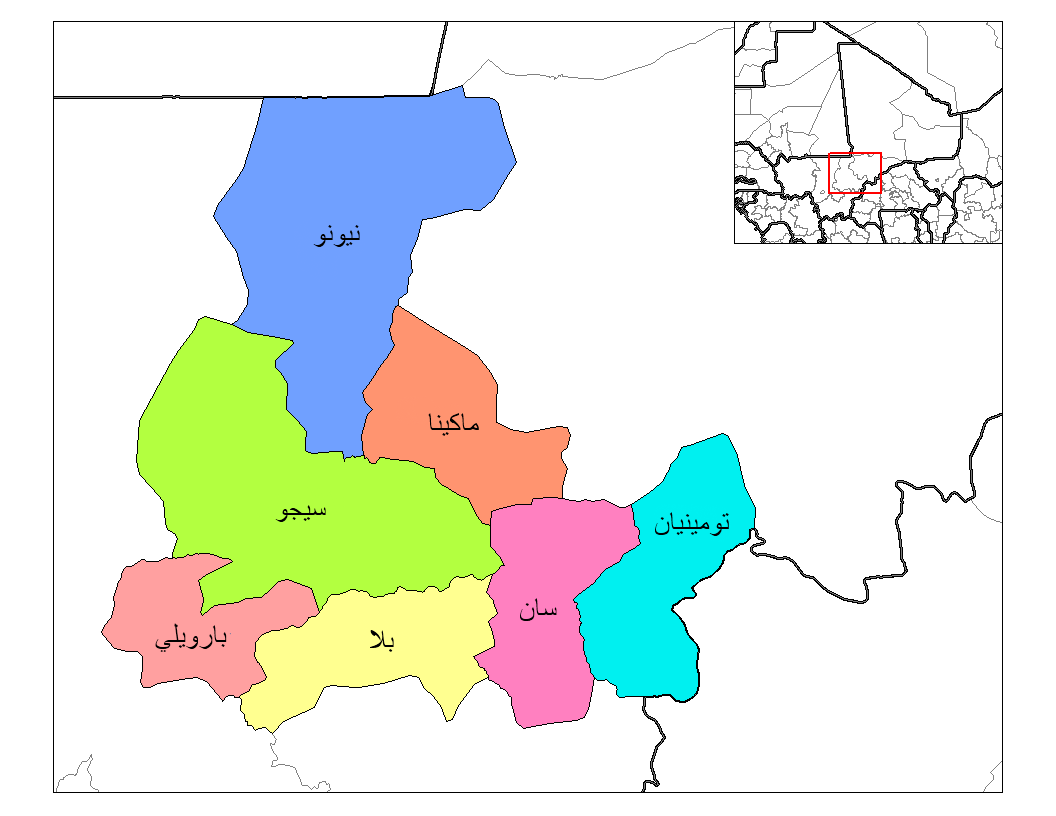
خريطة دوائر منطقة سيغو

منطقة سيغو (بالفرنسية: Région de Ségou)‏ هي منطقة إدارية في مالي، وتقع في وسط البلاد وتبلغ مساحتها 64821 كم مربع (حوالي 5٪ من مساحة مالي).